# Rouble impérial russe
Le rouble impérial russe est l'unité monétaire de l'Empire russe à partir de 1721, après la réforme instituée par Pierre 1er le Grand dès 1701. Cette monnaie est remplacée par le rouble soviétique à partir de 1922.

## Histoire

### Origines du mot «rouble»
Selon l'une des étymologies communément acceptées, le mot « rouble » proviendrait du verbe рубить (rubit), c'est-à-dire, couper, sectionner. Les roubles étaient les deux morceaux obtenus à partir de la fragmentation coutumière d'un petit lingot d'argent de forme fuselée appelé une grivna, dont la tradition veut qu'ils soient débités à la hache (en réalité via une pince, par des orfèvres). Elle sert d'unité monétaire jusqu'au XVIe siècle. 
Un documents sur écorce de bouleau remontant au XIIIe siècle, établi à Novgorod, se réfèrerait à une grivna de poids équivalant à 204 g d'argent. La grivna est un marc, et le lingotin pesait, par exemple à Cracovie, entre 196,26 g au XIVe siècle, et 201,86 g au début du XVIe siècle, soit en moyenne 200 g, soit moins que la demi-livre de Troye (244,75 g) ou le marc de Cologne (233,856 g). L'archéologie démontre qu'ils circulaient partout entre la Scandinavie et la Mer noire, suivant un axe commercial et d'échanges, et au gré des invasions.

### Premières circulations
En 1407, les commerçants en fourrures de Pskov donnaient 15 grivnas prenant la forme de 15 morceaux de peaux de martre (kouni) estampillées d'un timbre de garantie (verschok), contre une demi grivna d'argent de la grosseur d'un doigt, partie que l'on appela « rouble ». En république de Novgorod, gouvernée par les boyards (conseil des nobles), où les décisions les plus importantes étaient prises par le Vétché, la grivna d'argent était divisée en 48 zolotniks.
Les plus anciennes pièces russes remontent au règne de Ivan II Ivanovitch, grand prince de Moscou et Vladimir, entre 1353 et 1359.
Jusqu'en 1536, avec une grivna d'argent, on fabriquait 260 monnaies de Novogorod, et à Moscou, on pouvait en extraire jusqu'à plus de 500 petites pièces en argent, peu pratique en réalité. C'est la régente Hélène Glinskaïa, la mère d'Ivan le terrible, qui institua que de la grivna soit extrait 300 monnaies de Novogorod ou 3 roubles (trois morceaux et non plus deux). De ce fait, un rouble équivaut bientôt à 100 denga d'argent de la République de Novgorod ou 400 polushka (cf. ci-dessous).

### Tsarat de Russie (1547-1721)

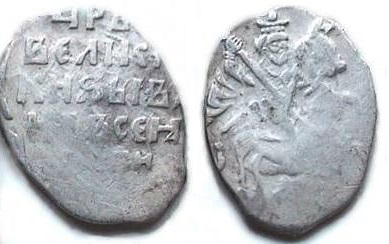
Kopeck d'argent émis sous Ivan le Terrible (revers et avers).

En Tsarat de Russie, chaque monnaie selon son poids avait une appellation qui lui était propre :
- 1 polushka (en) = ¼ kopeck
- 1 denga = 2 polushka = ½ kopeck
- 1 kopeck = 2 denga
- 1 altyn (алты́н) = 3 kopecks
- 1 grivna (гри́вна) ou grivennik = 10 kopecks
- 1 polupoltina = 25 kopecks
- 1 poltina =  50 kopecks
- 1 rouble = 40 grivennik (avant 1701)

Sous Ivan le Terrible, à partir de 1535, sont frappées au marteau de petites pièces en argent pesant 0,68 g à 960 millièmes, elles présentent à l'avers un cavalier monté au cheval et au revers, l'inscription « Grand Prince Ivan » (КНЯЗЬ ВЕЛИКИЙ ИВАН) : cette pièce est appelée kopeck, elle est frappée dans les ateliers monétaires de Moscou, Novgorod, Pskov, Tver. Ce poids ne va pas varier pendant 75 ans, jusqu'au début du XVIIe siècle, où l'on assiste à une diminution sensible, par exemple sous le règne de Michel Ier, en 1613, la kopeck ne fait plus que 0,51 g, et le glissement va s'accélérer,.
Sous le règne du tsar Alexis Ier est frappée, à partir de 1653, une pièce en argent nommée rouble, d'un poids de 45,08 g : cette pièce n'a jamais circulé et servit d'étalon. En revanche, le commerce avec l'Occident est bien établi, l'argent métal circule, mais en Russie le rouble n'est qu'une mesure monétaire non convertible, et non une monnaie d'échange. Les thalers, d'un poids de 29 g, envahissent le pays et le gouvernement en prend le contrôle par l’établissement d'une contremarque monétaire de bon aloi : le Jefimok (en russe Ефимок, déformation de Joachimsthaler),  certifiant l'autorisation de circulation en Russie des talers européens, et fixant leur contrevaleur en roubles. Tous les talers occidentaux furent contremarqués par un timbre relevant le millésime « 1655 » et un autre signifiant l'autorité, Saint Georges couronné et à cheval. Leur valeur était limitée arbitrairement à 64 kopecks tandis que le rouble était protégé à 100 kopecks (ce qui fait un kopeck à 0,45 g d'argent),,,. Le 4 août 1662, a lieu une terrible répression à Moscou, lors de l'« émeute du cuivre » : la population, épuisée par une crise économique apparue dès 1654, se soulève contre l'émission de monnaies en cuivre de plus en plus abondante, qui suppléait ainsi la raréfaction de l'argent métal. La production de ces monnaies fut suspendue peu après.
En 1701, Pierre le Grand entame une réforme monétaire, plus précisément, une réformation, qui permet de produire du numéraire en quantités suffisantes. Il fait frapper un premier demi-rouble d'argent basé sur le poids du taler de 28,25 g, et le divise en 100 kopecks — ramenant donc le kopeck à 0,2825 g d'argent. Il fit ainsi du rouble russe la première monnaie décimale au monde. Il existait cependant toujours  des unités plus petites sous le kopeck : la denga (un demi-kopeck, donc 200 dengas pour un rouble) et la polouchka (en) (un demi-denga, un quart de kopek, donc 400 polouchkas pour un rouble). Il fit aussi frapper des pièces en or à partir de 1708 d'une valeur de deux roubles, à son effigie. 
Les anciens poids et dénominations tendent à disparaître au profit d'un système simplifié, décimal, mais elles perdurent jusqu'à la fin du XIXe siècle, du moins dans le langage courant. Sont également émises des pièces divisionnaires en cuivre, dont certaines présentent des formes carrées, ce métal restant par tradition la base des échanges courants. D'une grande modernité, ces pièces sont considérées comme rares.

### De 1723 à 1917

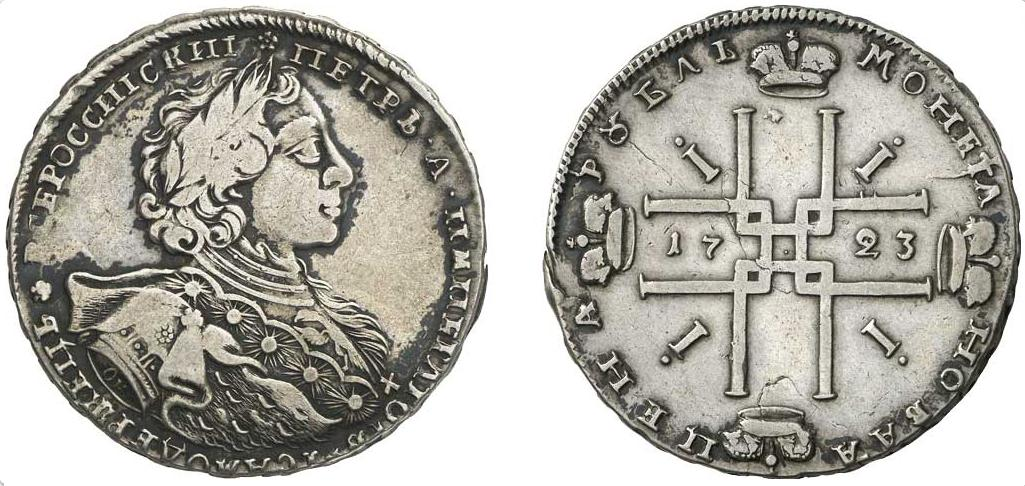
Pièce de 1 rouble en argent de 28,25 g aux armes de Pierre Ier de Russie (1723).

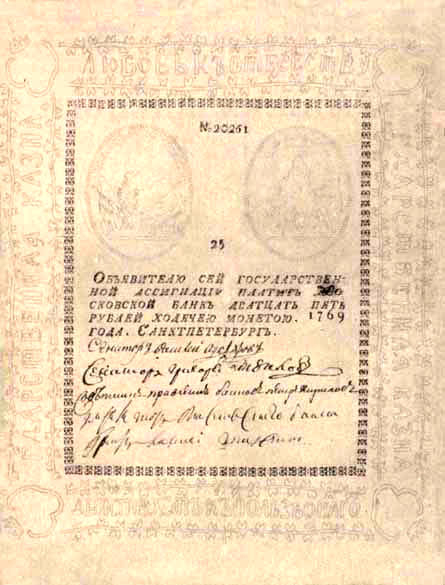
Billet de 25 roubles d'assignation (1769).

Dans son édition de 1765, l‘Encyclopédie, donne la définition suivante du mot rouble, reprise de celle de Jacques Savary des Brûlons : « monnoie de compte dont on se sert en Moscovie pour tenir les livres, & y faire l’évaluation des paiemens dans le commerce. Le rouble vaut cent copecs ou deux richedalers. Le czar Pierre a fait frapper de véritables roubles, qui valoient autrefois neuf schellings d’Angleterre ». Cette définition rédigée sans doute quarante ans plus tôt, permet de connaître un taux de change entre le rouble et le rixdale néerlandais et la livre sterling.
En 1740, une pièce d'un rouble est émise représentant Ivan VI en nourrisson sur l'avers : ce bébé-empereur ne devait régner qu'un an.
En 1755, Élisabeth Petrovna fait frapper des pièces en or : celle d'un rouble d'or pèse 1,6 g ; on compte aussi des pièces de 10 roubles, appelée « impérial ». Après l'oukase de 1763, le rouble d'argent lui, subit une décote : il pèse désormais 26 g, de façon à établir entre l'argent et l'or un rapport situé à 15, à l’instar des autres systèmes monétaires.
Sous le règne de Catherine II, apparut une monnaie de papier, le rouble d'assignation (voir ci-dessous).
Avec le règne de l'empereur Paul, les monnaies divisionnaires en cuivre et en argent cessent de figurer le portrait du souverain. Sous Alexandre Ier, on fixa par un oukase la valeur intrinsèque des monnaies, où l'on inscrivit depuis cette époque la quantité d'alliage qui entre dans leur composition. En 1801, annexant le royaume de Kartl-Kakhétie, l'Empire y impose progressivement le rouble et y remplace l'abazi. Au début du XIXe siècle, sont frappés des monnaies en platine pour des pièces de 3, 6 et 12 roubles.
En 1843, la réforme mise en place par Georges Cancrin, ministre des Finances du tsar Nicolas Ier, supprime le rouble d'assignation et créé un nouveau rouble-papier, appelé « rouble-crédit » à stricte parité avec les monnaies d'or et d'argent. Après 1856, à la suite de la guerre de Crimée, le rouble-papier se dévalue de 20 %. Le nouveau ministre, Mikhaïl Kristoforovitch Reutern, grâce à la fondation de la Banque d'État de l'Empire russe, s'emploie à partir de 1861, à sauver le rouble-crédit et de l'aligner sur un rouble reposant sur l'étalon-or, mais il échoue. Il parvient à une amélioration du cours du rouble-crédit jusqu'en 1878, où le taux de couverture-or passe de 68 % en 1866 à 86,8 % en 1878, c'est-à-dire que la décote entre le cours du rouble-crédit et le rouble-or, a diminué.
En 1860, le markka finlandais remplace le rouble dans le Grand-duché de Finlande.
Entre les années 1880 et 1895, le rouble connaît d'importantes variations au change, sur les marchés internationaux, son taux évolue parfois, par exemple sur la place de Paris, entre 2,10 et 3,25, voire 4 francs par rouble. Après les réformes de Reutern, la Banque d'État de l'Empire russe tente d'augmenter ses réserves en or tout en contenant ses émissions de roubles-papier. En 1891, la production d'or russe atteint le chiffre de 37,5 tonnes par an, soit 40 millions de roubles. Or l'émission de billets en circulation est au même moment de 1,127 milliard de roubles. Le fonds d'échange, c'est-à-dire la capacité pour la banque centrale de mobiliser des espèces en or, se monte elle à 211 millions. La situation n'est donc pas si différente des autres pays (France, Grande-Bretagne), mais est en réalité fragilisée par le montant de la dette souveraine et des intérêts. 

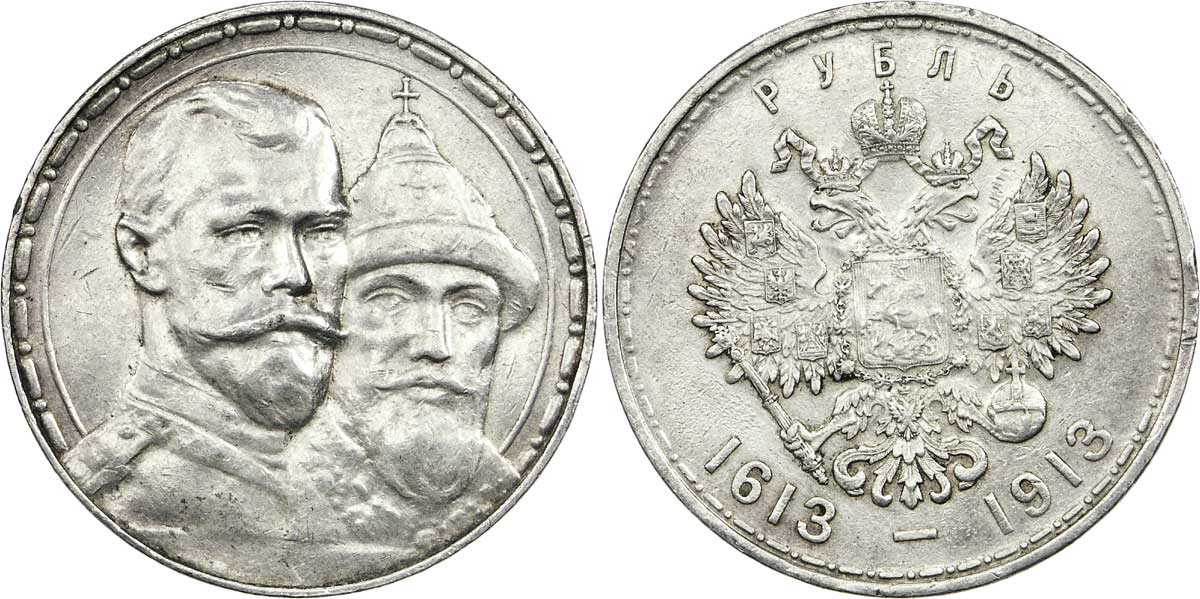
Pièce d'un rouble en argent commémorant le de la dynastie des Romanov (1603-1913) : Nicolas II et Michel Ier à l'avers.

Une nouvelle réforme prend donc place en 1897 juste après l'accession au pouvoir de Nicolas II : complexe, elle est entamée par son ministre des Finances Serge Witte, ce dernier fait enfin adopter l'étalon-or. Le rouble-or équivaut à 0,774235 g d'or fin, soit environ deux fois moins qu'un siècle plus tôt. Le rouble-papier connaissait jusqu'à cette réforme une décote de 50 %. Le réajustement entre les deux s'effectue par une décote de 1/3 des valeurs en or : la pièce de 10 roubles en or affiche désormais une valeur de 15 roubles. Pour faciliter les échanges internationaux s'ajoutent deux nouvelles pièces en or – celle de 5 roubles en 1897 et celle de 10 roubles de 1898.
Sur la place de Paris, entre 1897 et 1914, le taux de change est désormais fixé à 2,667 francs-or pour 1 rouble. Les pièces de 7,50 et 15 roubles en or correspondant respectivement, à Paris, à des valeurs de 20 et 40 francs. Il fallait 1,94 rouble pour un dollar américain et 9,44 roubles pour une livre sterling.
Au 1er janvier 1914, il y avait au total 1 664 millions de roubles-papier en circulation pour une réserve d'or évaluée à 1 695 millions de roubles-or, une situation saine mais qu'il convient de nuancer : ne pouvant compter que sur ses ressources minières en métaux précieux et en minerais destinés aux industries et à l'exportation, l’État a contracté d'importants emprunts pour financer la guerre russo-japonaise et les réformes structurelles ; la politique du Trésor russe consistant à couvrir les encaisses à plus de 100 % freinent logiquement les échanges intérieurs : la Première Guerre mondiale entraîna le blocus maritime et l'arrêt des exportations vers l'ouest.
Dès le 23 juillet 1914, un oukase suspendait la convertibilité du rouble et décrétait le cours forcé. Le nombre de billets en circulation passe de 1,314 milliard en 1914 à 8,317 milliards la veille de la révolution de 1917.
Le Gouvernement provisoire, fin 1917, connaît une famine monétaire inédite : il décide d'imprimer en catastrophe des billets pour des montants allant de 200 à 1 000 roubles, appelés dumskie, et des petites coupures, imprimées sur des feuilles comme pour les timbres postes, pour des montant de 20 à 40 roubles, appelées kerenka. Le montant total des émissions franchit la barre des 15 milliards de roubles.

### Émissions de papier monétaire et de billets de banque
Les premiers « billets de banque » russes apparaissent en 1769, ils sont émis par la Banque d'assignation, et servent à financer les coûteuses réformes entreprises par Catherine II : gagés sur le cuivre et les mines, émis par la Banque d'assignation (Assignowki) de Saint-Pétersbourg et Moscou, les roubles d'assignation se présentent à l'origine sous la forme de coupons unifaces adoptant des valeurs de 25 à 100 roubles. Cette monnaie-papier, si elle n'a pas de rapport direct avec l'assignat français, ne connut pas non plus le sort du système français puisqu'elle perdura jusqu'au début du XIXe siècle, s'échangeant sur un marché parallèle jusqu'au 1/3 de sa valeur en argent ou en or.
Une nouvelle série de billets est émise à partir de 1818 par la Banque commerciale d'État (Государственный коммерческий банк Российской империи), libellés en « rouble-crédit », et ont un cours parallèle sur le marché.
La troisième série est émise à partir de 1860 par la Banque d'État de l'Empire russe, jusqu'en 1917, ce sont des roubles gagés sur les réserves d'or du pays, ils ont réellement cours légal à partir de 1891.

### Monnaies issues de la réforme de 1897
Émissions en or titrées 900/1000

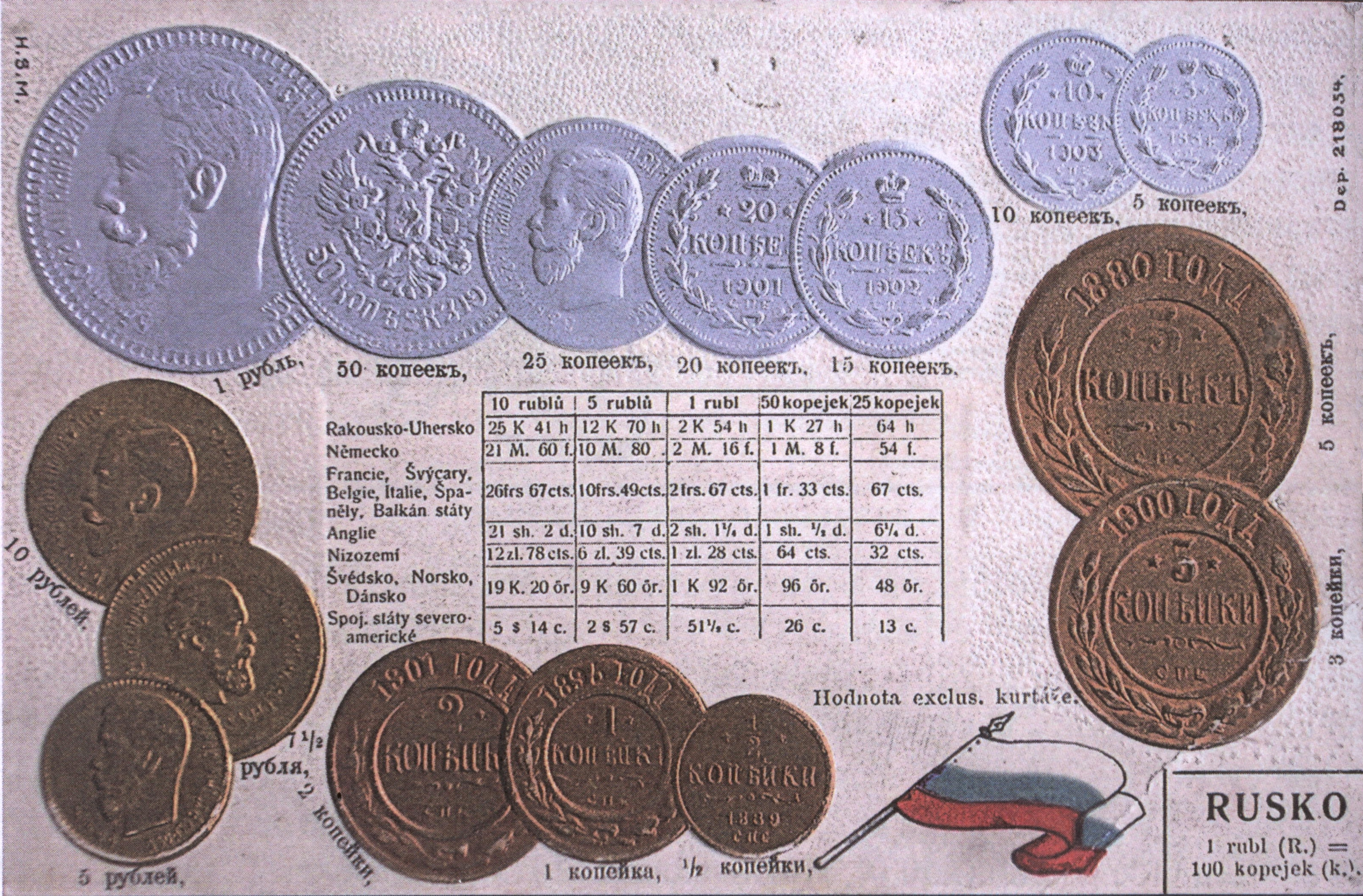
Carte postale émise en 1904 montrant les différents types de pièces et les taux de change.

- Pièce de 15 roubles de 12,9 g surnommée « Impérial »
- Pièce de 10 roubles de 8,6 g (pour l'exportation)
- Pièce de 7,5 roubles de 6,45 g surnommée « Demi-impérial »
- Pièce de 5 roubles de 4,3 g (pour l'exportation)

Émissions en argent titrées 900/1000
- Pièce de 1 rouble de 20 g
- Pièces de 50 et 25 kopecks

Émissions en argent titrées 500/1000
- Pièces de 20, 15, 10 et 5 kopecks

Émissions en cuivre (kopecks)
- Pièces de 5, 3, 2, 1, 1/2, 1/4

Des pièces de 2 kopecks ont été frappées en 1909.

## Galerie

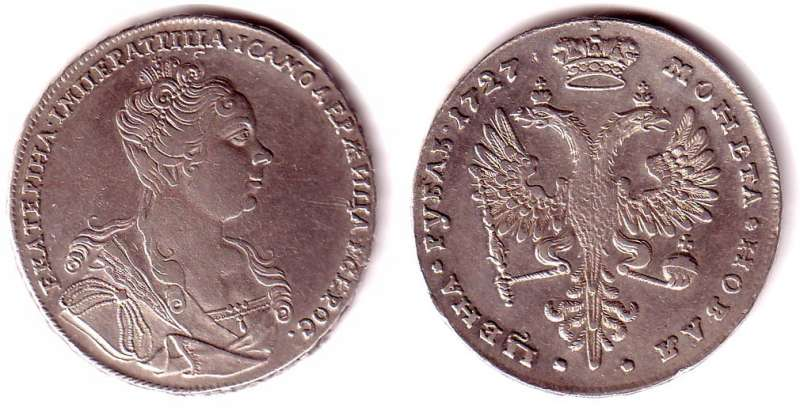
1 rouble Catherine Ire de 1727 en argent (28,11 g).
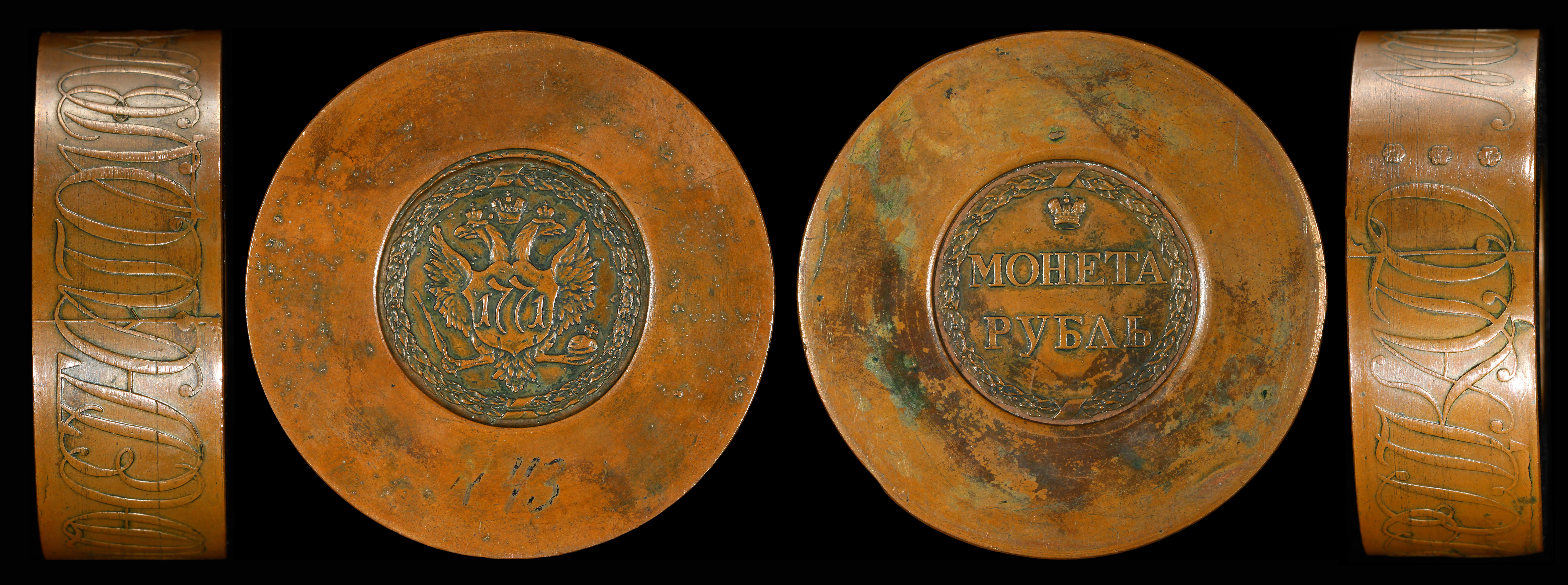
Rouble Sestroretsk, tranches, avers et revers, en cuivre, pesant 1,022 kg (1771) — National Museum of American History.
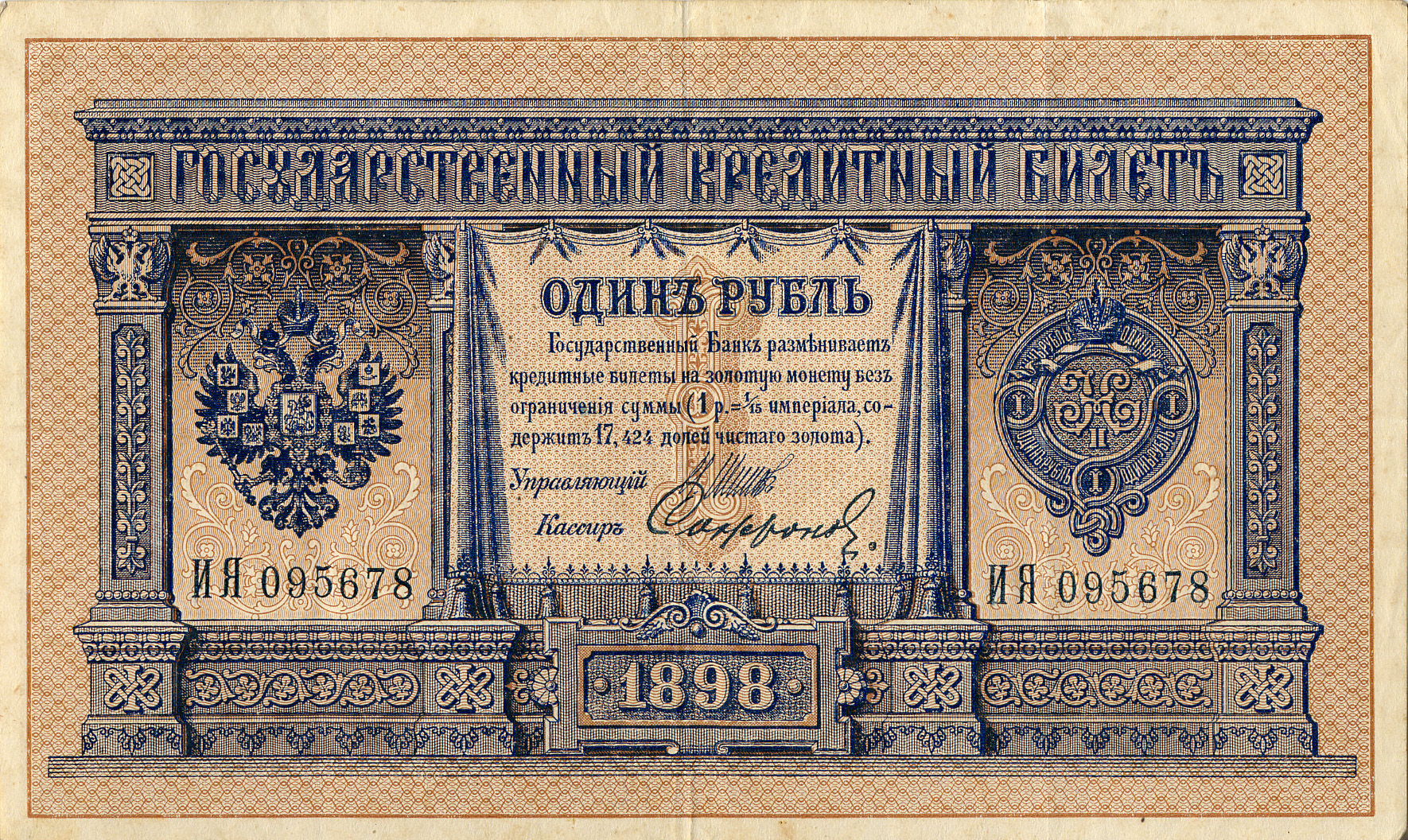
Billet de 1 rouble série 1898 (verso).
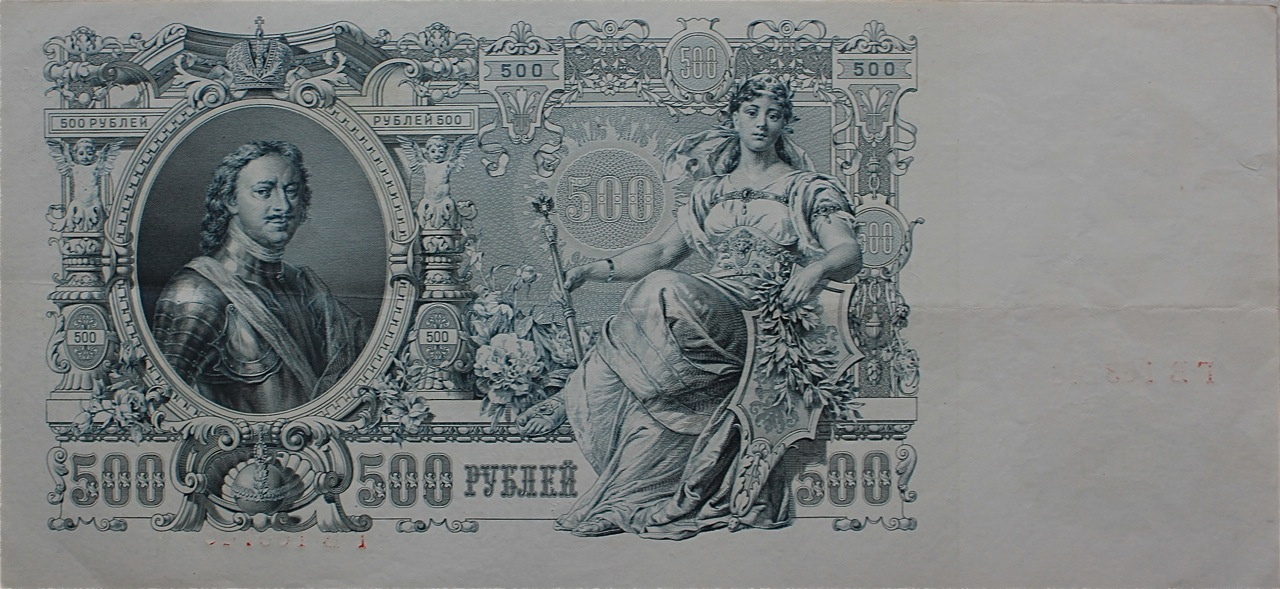
Billet de 500 rouble série 1912 Pierre Ier (verso), longtemps l'un des plus grands du monde.